# Blauer Eisenhut
Der Blaue Eisenhut (Aconitum napellus) ist eine Pflanzenart aus der Gattung Eisenhut (Aconitum) in der Familie der Hahnenfußgewächse (Ranunculaceae).
Der Blaue Eisenhut ist eine traditionelle Zier- und Arzneipflanze. Alle Pflanzenteile sind stark giftig. Bereits zwei Gramm der Wurzel können für Menschen tödlich sein. Die Pflanze steht in Deutschland unter Naturschutz. In Bayern steht sie auf der Vorwarnstufe der Roten Liste.

## Beschreibung

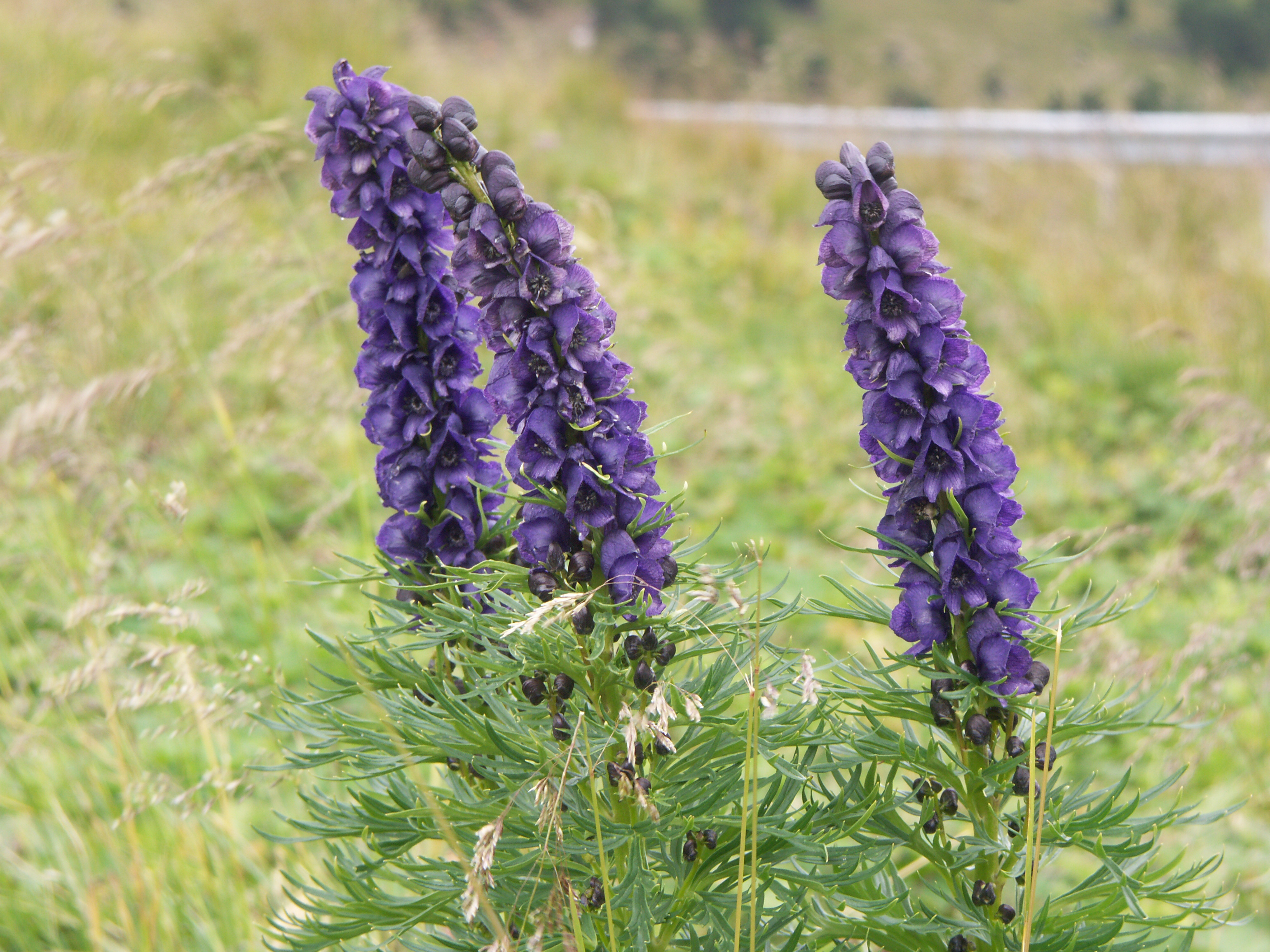
Habitus und Blütenstände

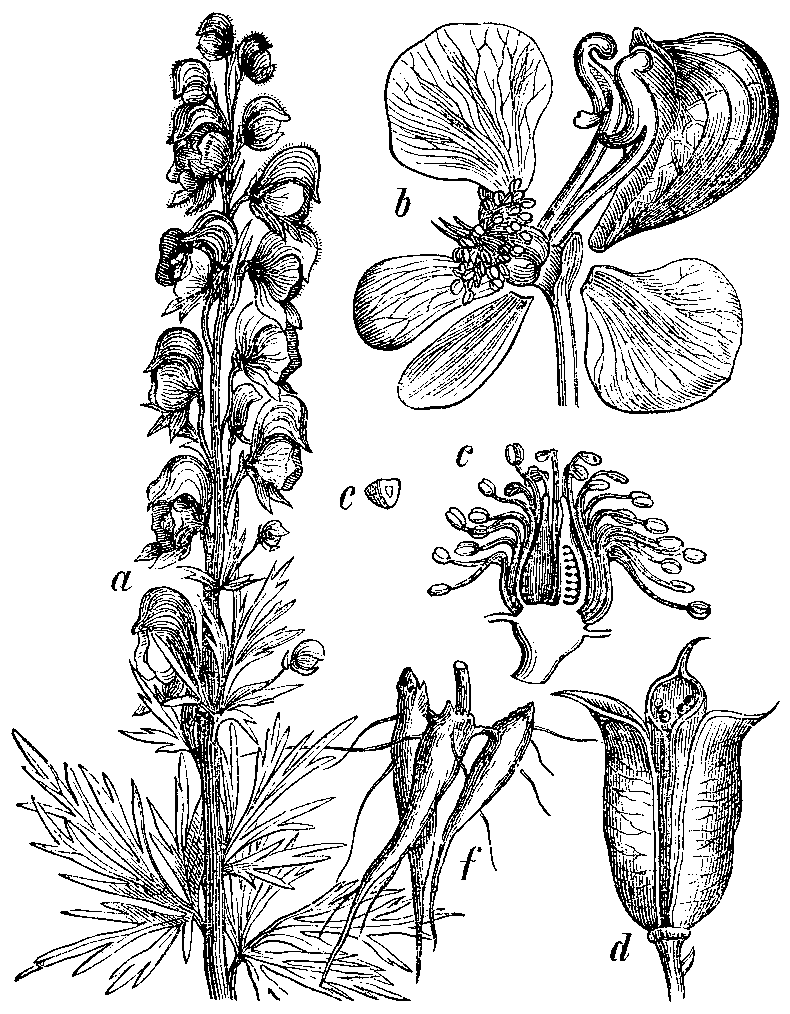
Illustration der Wurzelknolle, des Blütenstandes, des Blütenaufbau und der Früchte

### Vegetative Merkmale
Der Blaue Eisenhut ist eine sommergrüne ausdauernde krautige Pflanze, die Wuchshöhen von 50 bis 200 Zentimetern erreicht. Es ist eine knollenartig verdickte Wurzel vorhanden. Der kräftige Stängel ist steif aufrecht.
Die zahlreichen dicht, wechselständig am Stängel angeordneten Laubblätter sind in Blattstiel und Blattspreite gegliedert. Die dunkelgrüne, fast kahle Blattspreite ist handförmig fünf- bis siebenfach tief geteilt. Die einzelnen Blattzipfel sind meist 3 bis 7 Millimeter breit. Die oberen Blätter sind weniger gegliedert als die unteren. Insgesamt ist die Blattform sehr variabel.

### Generative Merkmale
Die Hauptblütezeit reicht in Mitteleuropa von Juni bis August oder Juli bis September. Zahlreiche Blüten stehen dicht in einem fast immer verzweigten, traubigen Blütenstand, wobei der endständige Haupttrieb deutlich größer als die Seitenzweige ausgebildet ist. Der Blütenstand ist meist dicht mit Bogenhaaren bedeckt, nie mit klebrigen Drüsenhaaren. Die Blütenstiele sind relativ kurz.
Die zwittrigen Blüten sind zygomorph. Die fünf Blütenhüllblätter sind in der Regel dunkel-blauviolett, können in der Farbe jedoch von tiefblau bis hellblau oder gar blau-weiß gescheckt variieren. Das obere ist auffallend helmförmig ausgebildet. Der Helm ist fast immer breiter als hoch, höchstens gleich in Breite und Höhe. Die vielen fertilen Staubblätter bestehen aus an ihrer Basis verbreiterten Staubfäden und ellipsoid-kugeligen Staubbeuteln. Die meist drei kahlen Fruchtblätter sind frei.
In Sammelfrüchten sitzen meist drei ungestielte Balgfrüchte zusammen. Jede Balgfrucht enthält mehrere Samen und endet in einem Schnabel. Die Samen sind pyramidenförmig dreikantig und an den Kanten geflügelt.

### Chromosomensatz
Die Chromosomengrundzahl beträgt x = 8; es liegt Tetraploidie vor mit einer Chromosomenzahl von 2n = 32.

## Ökologie
Beim Blauen Eisenhut handelt es sich um einen mesomorphen, hygromorphen Hemikryptophyten. Je Pflanzenexemplar werden in der Vegetationsperiode eine oder zwei Tochterknollen gebildet, aus denen sie im Frühjahr neu austreibt. Der ursprüngliche Spross stirbt ab. Die Laubblätter sind Nahrung für Raupen.

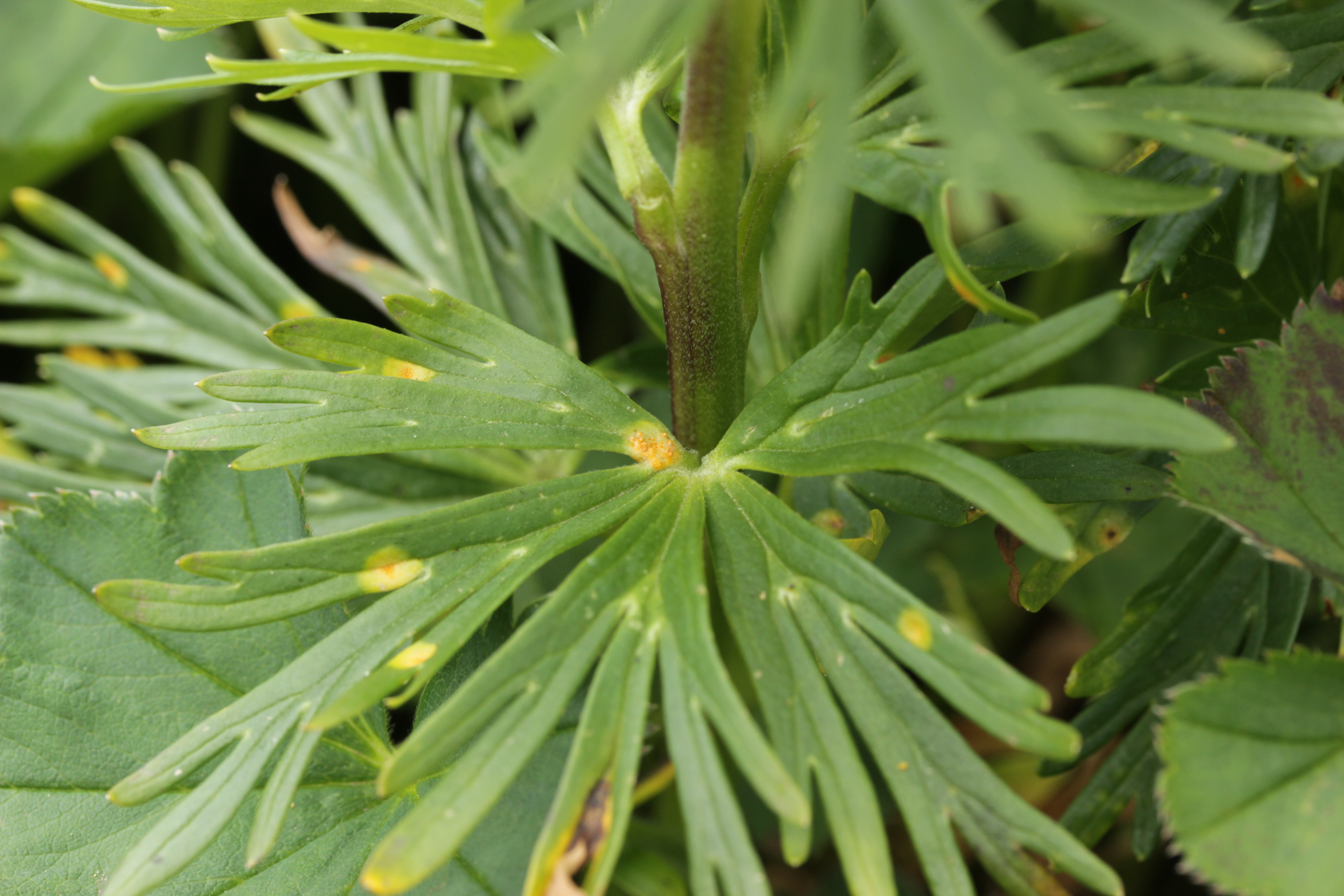
Rostpilz Puccinia actaeae-agropyri an Laubblatt von Aconitum napellus

Es liegt Protandrie vor. Es kann Selbstbestäubung erfolgen. Der Blaue Eisenhut liefert Nektar und Pollen für Schwebfliegen, Hummeln und Käfer. Die zygomorph aufgebauten Blüten sind vollkommen an die Hummel angepasst. Das helmförmige oberste Blütenblatt umschließt zwei Nektarblätter. Lange Stiele mit einer Führungsrinne für die Rüssel der Hummeln münden in einem nach außen umgebogenen Sporn, in dem Nektar abgesondert wird. Zwei Blütenhüllblätter auf der Unterseite der Blüte bieten den Hummeln eine Landemöglichkeit.
Als Diasporen fungieren die Samen.
Die Rostpilze Puccinia aconiti-rubrae, Puccinia actaeae-agropyri (möglicherweise auch Puccinia actaeae-elymi) und Puccinia recondita s. l. befallen den Blauen Eisenhut und bilden Spermogonien und Aecien auf den Blättern.

## Standortansprüche und Vorkommen außerhalb des ursprünglichen Verbreitungsgebietes

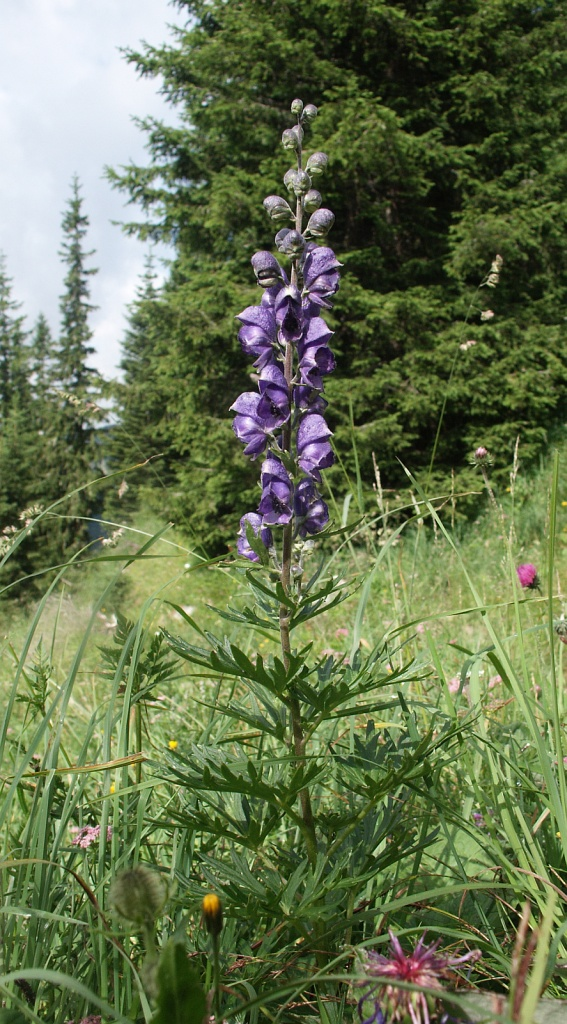
Habitus, Laubblätter und Blütenstand im Habitat im Tannheimer Tal

Der Blaue Eisenhut gedeiht am besten auf kühlen und feuchten, nährstoffreichen, auch kalkhaltigen Lehm- und Tonböden und hellen bis halbschattigen Standorten. Die Wildform kommt an Bachufern, auf feuchten Wiesen und an lichten Stellen in Auwäldern vor. Natürliches Hauptverbreitungsgebiet sind die europäischen Gebirge und die höheren Lagen der Mittelgebirge. Vereinzelt ist er auch im Tiefland anzutreffen und wächst hier in Pflanzengesellschaften des Stellario-Alnetum oder des Alnetum incanae. In größeren Höhenlagen gedeiht er in Pflanzengesellschaften der Verbände Adenostylion, Rumicion alpini, Filipendulion, Alno-Ulmion oder Salicion elaeagni.
In den Allgäuer Alpen steigt er in Vorarlberg am Gipfel des Elferkopfs bis zu einer Höhenlage von 2380 Meter auf.
Der Blaue Eisenhut ist durch Verwilderung aus Zierpflanzenbeständen auch an Fundorten außerhalb seines ursprünglichen Verbreitungsgebietes eingebürgert.
Die ökologischen Zeigerwerte nach Landolt et al. 2010 sind in der Schweiz für Aconitum napellus subsp. lusitanicum Rouy: Feuchtezahl F = 4w+ (sehr feucht aber stark wechselnd), Lichtzahl L = 3 (halbschattig), Reaktionszahl R = 3 (schwach sauer bis neutral), Temperaturzahl T = 3 (montan), Nährstoffzahl N = 4 (nährstoffreich), Kontinentalitätszahl K = 2 (subozeaanisch).
Die ökologischen Zeigerwerte nach Landolt et al. 2010 sind in der Schweiz für Aconitum napellus subsp. vulgare Rouy & Foucaud: Feuchtezahl F = 4w+ (sehr feucht aber stark wechselnd), Lichtzahl L = 4 (hell), Reaktionszahl R = 3 (schwach sauer bis neutral), Temperaturzahl T = 2 (subalpin), Nährstoffzahl N = 5 (sehr nährstoffreich bis überdüngt), Kontinentalitätszahl K = 3 (subozeanisch bis subkontinental).

## Verwendung

### Historische Verwendung
Eisenhut war ein beliebtes Mord- und Pfeilgift. Bei dem von keltischen Jägern als Pfeilgift verwendeten lim (lateinisch Limeum), das auch in der Tiermedizin verwendet wurde, könnte es sich ebenfalls um Eisenhut gehandelt haben. Über „Hexen“ wurde behauptet, sie hätten mit dem Blauen Eisenhut und anderen tödlich giftigen Pflanzenarten eine sinneserweiternde Hexensalbe hergestellt.

### Zierpflanze
Der Blaue Eisenhut, vor allem in der Unterart subsp. napellus wird gelegentlich als Zierpflanze in Parks und Gärten der gemäßigten Gebiete angepflanzt und auch als Schnittblume verwendet. Er eignet sich insbesondere für eine Pflanzung in Staudenbeeten. Als Standort bevorzugt er kalkreiche Böden in sonnigen bis halbschattigen Lagen. Vermehrung erfolgt durch Aussaat sowie durch Teilung der knollenartig verdickten Wurzeln. Als Kaltkeimer benötigen die feuchten Samen für eine erfolgreiche Keimung eine Kälteperiode. Durch züchterische Bearbeitung wurden zahlreiche Sorten erzeugt, die sich hauptsächlich in der Blütenfarbe unterscheiden. Beispiele hierfür sind die Sorte Bayern mit blauer Blütenhülle, die Sorte Gletschereis mit weiß oder rosa getönter Blütenhülle oder die Sorte Schneewittchen, die sich durch silbrig-weiße Blüten auszeichnet. Außerdem wurden einige Kulturhybriden zwischen der Aconitum napellus- und der Aconitum variegatum-Gruppe entwickelt, wie beispielsweise Aconitum ×cammarum L.

### Vergiftungserscheinungen

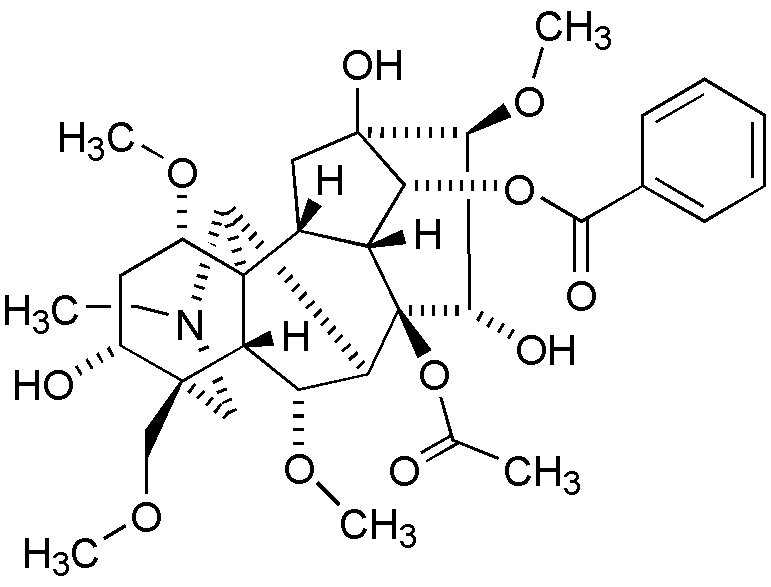
Strukturformel von Aconitin

Der Blaue Eisenhut ist eine Giftpflanze.
Alle Pflanzenteile sind sehr giftig. Sie gilt als die giftigste Pflanzenart Europas. Die Knolle enthält zwischen 0,2 und 3 % Aconitin, je nach Jahreszeit und Größe. Beim Menschen bewirken bereits 0,2 g der Pflanze Vergiftungserscheinungen, 2 bis 4 g, etwa der frischen Wurzel, sind innerhalb von 30 bis 45 Minuten tödlich.
Bei kurzzeitigem Kontakt des Gifts mit der Haut werden die Nervenzellen erregt, sodass sich Wärmegefühl, Brennen und Prickeln einstellen. Bei längerer Exposition geht die Erregung in Taubheit und Lähmung über. Selbiges äußert sich bei oraler Aufnahme – Prickeln über Taubheit bis Lähmung der Zunge und Lippen. Bei Einnahme kommt es zu Kälteempfindlichkeit, Übelkeit, Darmkoliken, nervöser Erregung, Ohrensausen, Schwindel, Herzrhythmusstörungen und Krämpfen (beispielsweise Schlingkrämpfen) sowie in schweren Fällen zu Lähmungen. Der Herzrhythmus beschleunigt sich und der Tod tritt meistens infolge einer Lähmung der Atemmuskulatur ein. Verantwortlich ist eine Blockade der Muskelendplatten durch das Gift.

### Arzneistoff
Aconitum napellus liefert Arzneistoffe in zwei Formen:
- Tubera Radix Aconiti oder Aconiti tuber, auch Sturmhutknollen genannt: Die „Knollen“ sind dunkelgraubraun bis schwarzbraun, haben eine raue Oberfläche, sind 5 bis 10 Zentimeter lang und über 2 Zentimeter dick. Ihr Geschmack ist erst süßlich, dann kratzend und später würgend scharf.
- Herba Aconiti oder Eisenhutkraut. Die Droge ist nur ein Jahr haltbar.

Die Hauptwirkstoffe sind:
- Alkaloide: Aconitin, Picroaconitin, Mesaconitin, Hypaconitin.
- Alkamine: Aconin, Napellin, Neopellin, Neolin.

Bei längerer Lagerung zersetzen sich die Alkaloide durch Hydrolyse, was eine Abnahme der Wirkung der Droge mit sich bringt.
Weitere Inhaltsstoffe sind:
- Harz, Inosit, Mannit, Ephedrin, Spartein.

Zubereitungen von Aconitum napellus dürfen laut EG-Kosmetikrichtlinie und deutscher Kosmetik-Verordnung nicht als Bestandteil in kosmetischen Mitteln enthalten sein.

### Therapeutische Anwendung
Ein Auszug aus der (Negativ-)Monographie der Kommission E (Phytotherapie):
Aconitum napellus Risiken: Wegen der geringen therapeutischen Breite können Intoxikationserscheinungen bereits im therapeutischen Dosisbereich auftreten. Dies sind: Parästhesien, Erbrechen, Schwindel, Muskelkrämpfe, Hypothermie, Bradykardie, Herzrhythmusstörungen und zentrale Atemlähmung. Bewertung: Angesichts der bereits im therapeutischen Bereich vorhandenen Risiken von blauem Eisenhut ist seine Anwendung nicht mehr zu vertreten.
In der traditionellen chinesischen Medizin werden Zubereitungen aus verschiedenen Eisenhut-Arten, insbesondere aus Aconitum carmichaelii, zur Behandlung von Erkältung, Rheuma, Nervenschmerz, Ödemen und Dysenterie angewendet.

## Volksnamen
Weitere im deutschsprachigen Raum für den Blauen Eisenhut gebräuchliche Trivialnamen sind Mönchs-, Fischer- und Reiterkappe, Gift- und Sturmhut, Sturmkraut, Venuswagen und -kutsche. Darüber hinaus bestehen bzw. bestanden für den Blauen Eisenhut auch die häufig nur regional gebräuchlichen Bezeichnungen Apollonienkraut (Österreich), Apollonienwurzel (Fusch im Pinzgau), Bacheisenhut (Berner Oberland), Blaukappenblumen (Schlesien), Bloze (Aargau), Böanarn (St. Gallen), Böhnen (St. Gallen), Bohnenkraut (Graubünden), Bühne (Graubünden), Chile (Berner Oberland), Duwenkutschen (Altmark), Duwenwagen (Mecklenburg), Eisenhart (Schlesien), Eisenhütel (Österreich, Schlesien), Eisenhütlin, Blaue Elster (Pinzgau), Eyterwurz (althochdeutsch), Fenye (mittelhochdeutsch), Fischerkip (Mecklenburg), Blaue Fuchswürze (Berner Oberland), Fuchswurz (Schweiz), Blaue Gelstern (Salzburg, Zillertal), Giftblume (Graubünden), Giftkraut (mittelhochdeutsch), Hambörger Mützen (Ostfriesland, Mecklenburg), Helmblom (Mecklenburg), Helgiftkraut, Helmkraut, Hundsgift, Hundstod, Isenhood (Delmenhorst), Isenhütlein (Bern), Kappenblumen, Kile (Berner Oberland), Kille, Kutsch un Peer (Mecklenburg, Oldenburg, Bremen), Laubritschen (Berner Oberland), Leopardwürger, Lubritschen (Berner Oberland), Lubscheten (Berner Oberland), Luppegift (althochdeutsch), Luppewurz (althochdeutsch), Malam (Oberengadin), Mönchskappen (Schlesien), Möchswurz, Münchskappen, Mütz un Huwe (Pommern), Nappelnkraut, Narrenkappen, Papenmütze (Ostfriesland), Peterskappe (Ostfriesland), Rapenblumen, Schoblom (Mecklenburg, Altmark), Schoiken (Göttingen), Sturmhut (Schlesien), Täubele im Nest (Österreich), Teufelswurz (Österreich), Wolfsgift, Wolfswörza (St. Gallen), Blaue Wolfswurz (Kärnten, Salzburg), Würgling (Schlesien) und Ziegentod (Schlesien).

## In der Literatur
In Gustav Meyrinks Erzählung Der Kardinal Napellus, die 1916 im Buch Fledermäuse im Kurt Wolff Verlag in Leipzig erschien, spielt der Blaue Eisenhut eine gewichtige Rolle: Dort besteht eine fiktive Sekte namens „Die Blauen Brüder“, deren Religionsmittelpunkt der Blaue Eisenhut darstellt. Die Pflanze muss mit dem eigenen Blut begossen werden und durch deren Genuss werden Halluzinationen hervorgerufen. Ein ehemaliges Mitglied der Sekte berichtete dort von seinen Erfahrungen und erliegt schließlich dem Wahnsinn, als es durch Zufall nach Jahren erneut eine solche Pflanze erblickt.

## Systematik und Verbreitung

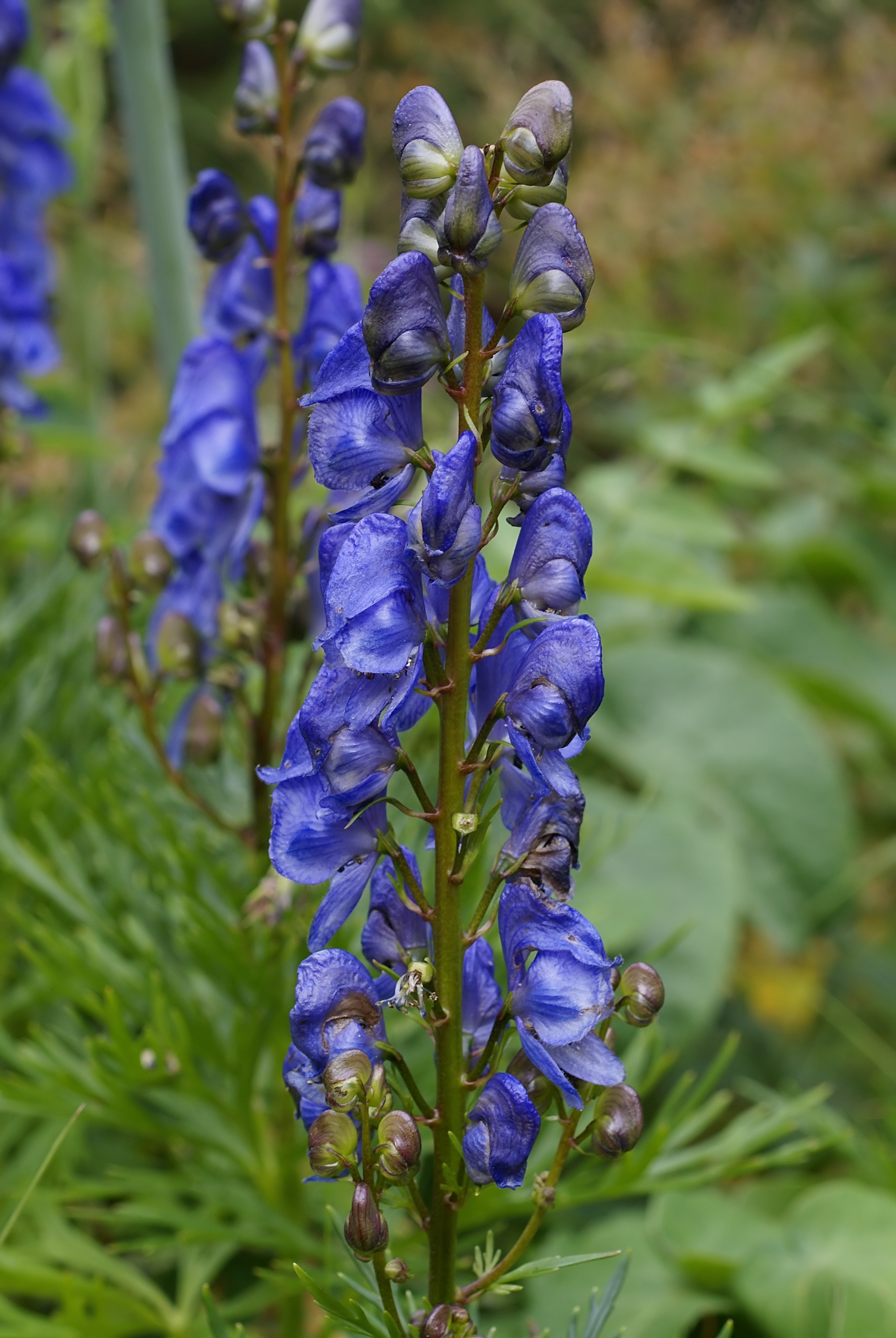
Aconitum napellus subsp. vulgare in Andorra

Die Erstveröffentlichung von Aconitum napellus erfolgte 1753 durch Carl von Linné in Species Plantarum, Tomus I, Seite 532. Das Artepitheton napellus bedeutet „kleine Rübe“. Synonyme fürAconitum napellus L. sind: Aconitum formosum Rchb., Aconitum pyramidale Mill., Aconitum strictum DC., Aconitum napellus subsp. formosum (Rchb.) Gáyer.
Je nach Autor gibt es innerhalb der Art Aconitum napellus einige Unterarten:
- Aconitum napellus subsp. castellanum Molero & Blanché: Sie kommt nur in Spanien vor.[30]
- Aconitum napellus subsp. corsicum (Gáyer) Seitz (Syn.: Aconitum corsicum Gáyer): Dieser Endemit kommt nur auf Korsika vor.[30]
- Aconitum napellus subsp. fissurae (E.I.Nyárády) Seitz (Syn.: Aconitum firmum subsp. fissurae Nyár., Aconitum adriaticum Gáyer): Sie kommt in Kroatien, Rumänien und in der Ukraine vor.[30]
- Aconitum napellus subsp. lobelii Mucher (Syn.: Aconitum lobelianum Host): Sie hat 1991 den Rang einer Unterart erhalten. Sie kommt in Deutschland, Österreich, Liechtenstein sowie Italien vor.[30]
- Gewöhnlicher Blau-Eisenhut[12] (Aconitum napellus subsp. lusitanicum Rouy, Syn.: Aconitum napellus var. bauhini Rchb., Aconitum bauhini (Rchb.) Gáyer, Aconitum linnaeanum Gáyer, Aconitum neomontanum Koelle, Aconitum napellus subsp. neomontanum Gáyer):[30] Er kommt in Mittel-, Süd- und Westeuropa vor, früher auch in Schweden und Dänemark.
- Aconitum napellus L. subsp. napellus: Sie kommt nur im Vereinigten Königreich vor.[30]
- Aconitum napellus subsp. superbum (R.M.Fritsch) W.Seitz (Aconitum superbum R.M.Fritsch, Aconitum sostaricianum R.M.Fritsch nom. illeg.): Sie kommt nur in Bosnien und Herzegowina sowie in Kroatien vor.[30]
- Dichtblütiger Blau-Eisenhut[13] (Aconitum napellus subsp. vulgare Rouy & Foucaud, Syn.: Aconitum capsiriense (Jeanb. & Timb.-Lagr.) Gáyer, Aconitum compactum (Rchb.) Gáyer, Aconitum occidentale Timb.-Lag. f., Aconitum napellus subsp. compactum (Rchb.) Gáyer, Aconitum napellus subsp. splendens (Font Quer) Rivas Mart., Aconitum occidentale var. splendens Font Quer): Er kommt in Spanien, Andorra, Frankreich, Italien, in der Schweiz, in Liechtenstein und Österreich vor.[30]

Wohl nicht zur Art Aconitum napellus gehört:
- Aconitum napellus subsp. firmum (Rchb.) Gáyer → Sie wird als eigene Art Aconitum firmum Rchb. mit den Unterarten Aconitum firmum Rchb. subsp. firmum, Aconitum firmum subsp. maninense (Skalický) Starm., Aconitum firmum subsp. moravicum Skalický, Aconitum firmum subsp. skerisorae (Gáyer) Starm.[30] angesehen: Sie kommt in Polen, der früheren Tschechoslowakei, in Rumänien und in der Ukraine vor.
- Sudeten-Eisenhut (Aconitum napellus subsp. hians (Rchb.) Gáyer) → Er wird als eigene Art Aconitum plicatum Rchb. (Syn.: Aconitum callibotryon Rchb., Aconitum hians Rchb., Aconitum rigidum Rchb.) mit den Unterarten Aconitum plicatum Rchb. subsp. plicatum, Aconitum plicatum subsp. sudeticum Mitka[30] angesehen. Er kommt in Mitteleuropa (Deutschland, Österreich, Tschechien und Polen) vor.
- Tauern-Eisenhut (Aconitum napellus subsp. tauricum (Wulfen) Gáyer) → Sie wird als eigene Art Aconitum tauricum Wulfen (Syn.: Aconitum eustachium Rchb., Aconitum hunyadense Degen, Aconitum koelleanum Rchb., Aconitum latemarense Degen & Gáyer, Aconitum napellus subsp. koelleanum (Rchb.) Mucher, Aconitum tauricum subsp. hunyadense (Degen) Ciocârlan, Aconitum tauricum subsp. latemarense (Degen & Gáyer) Starm.)[30] angesehen: Er kommt in Deutschland (Berchtesgadener Alpen), Österreich, Italien, im früheren Jugoslawien, in Polen, Rumänien und in der Ukraine vor.

## Bilder

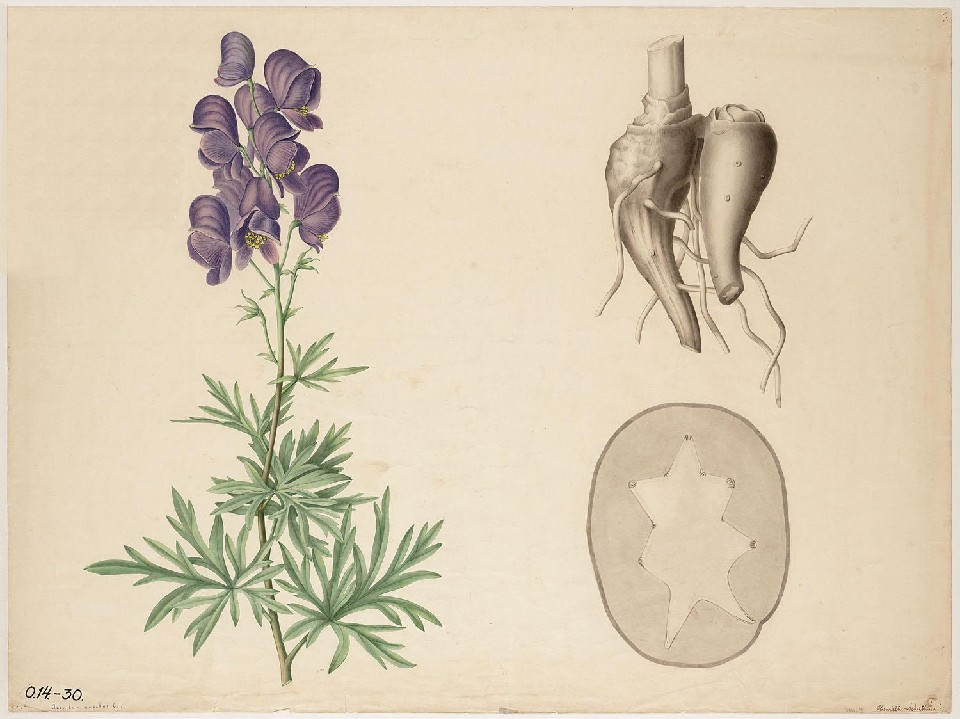
Blütenstand und Wurzelknolle
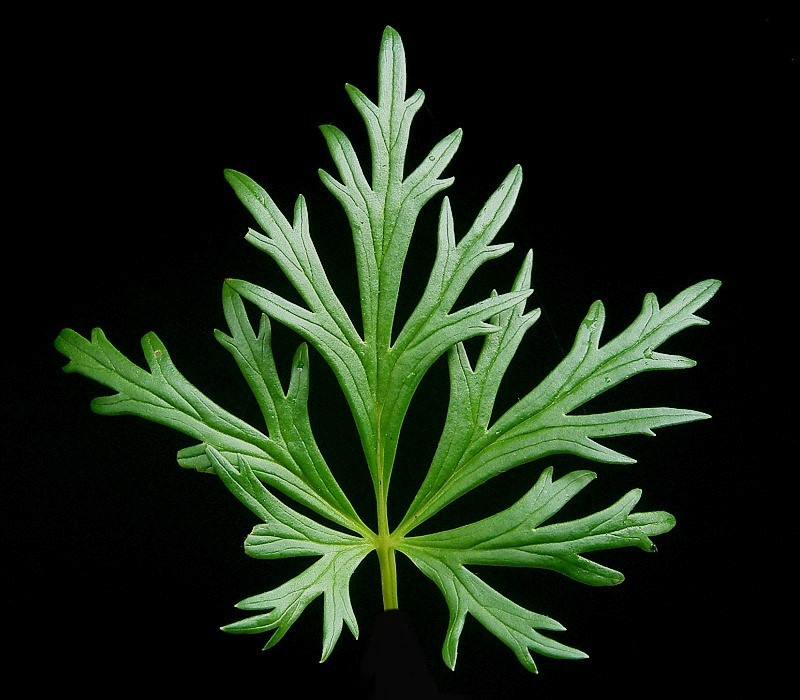
Laubblatt
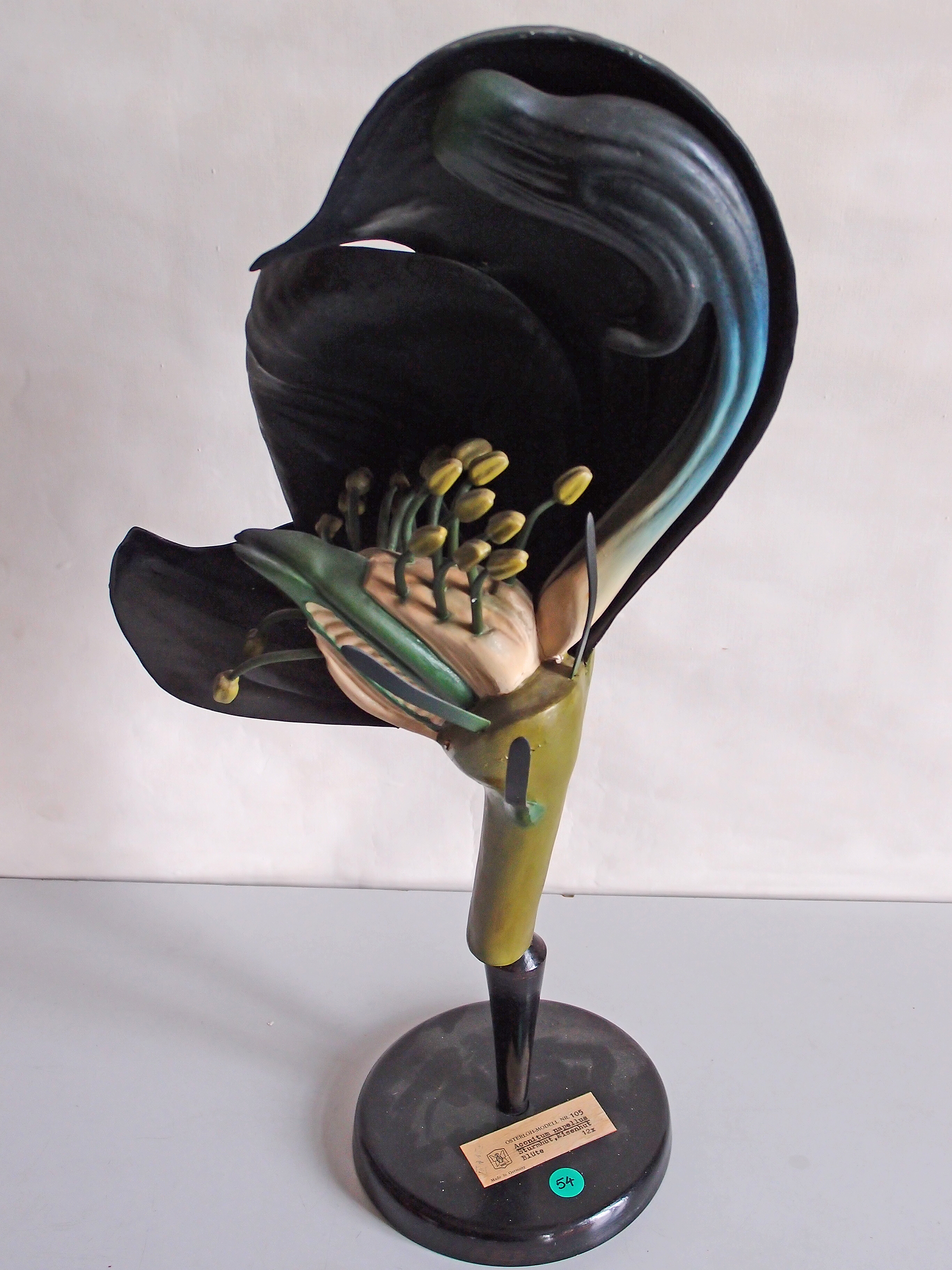
Blütenmodell. Botanisches Museum Greifswald
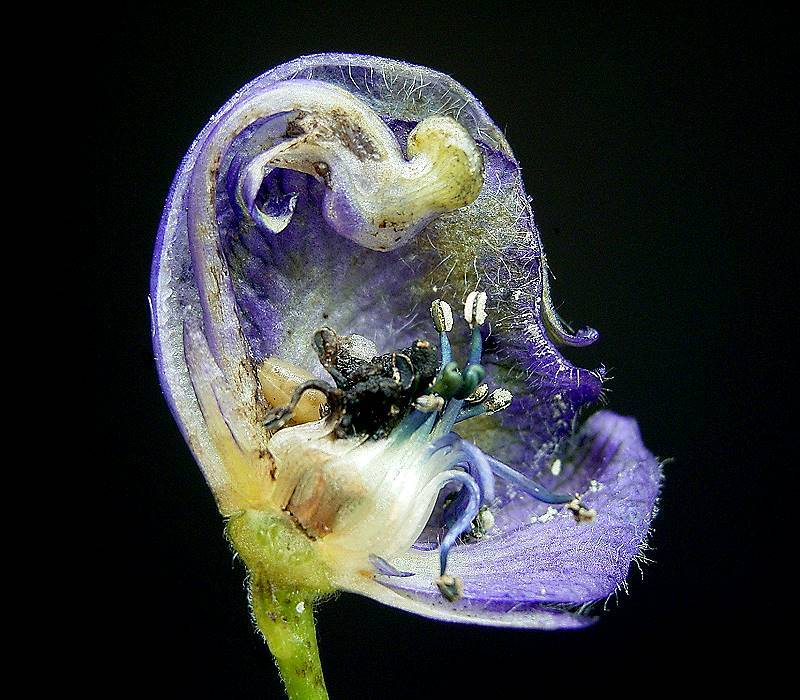
Blüte aufgeschnitten
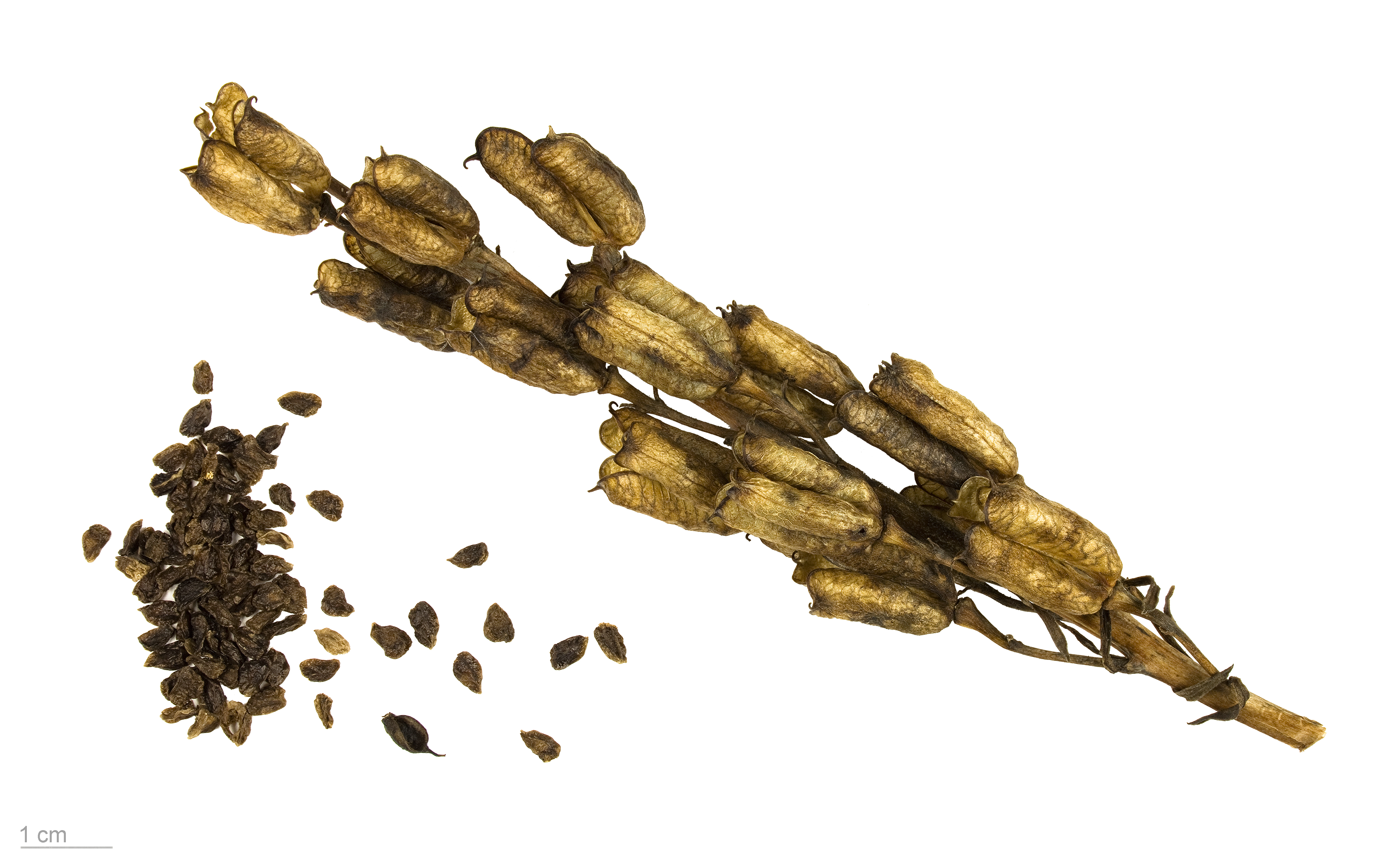
Früchte und Samen
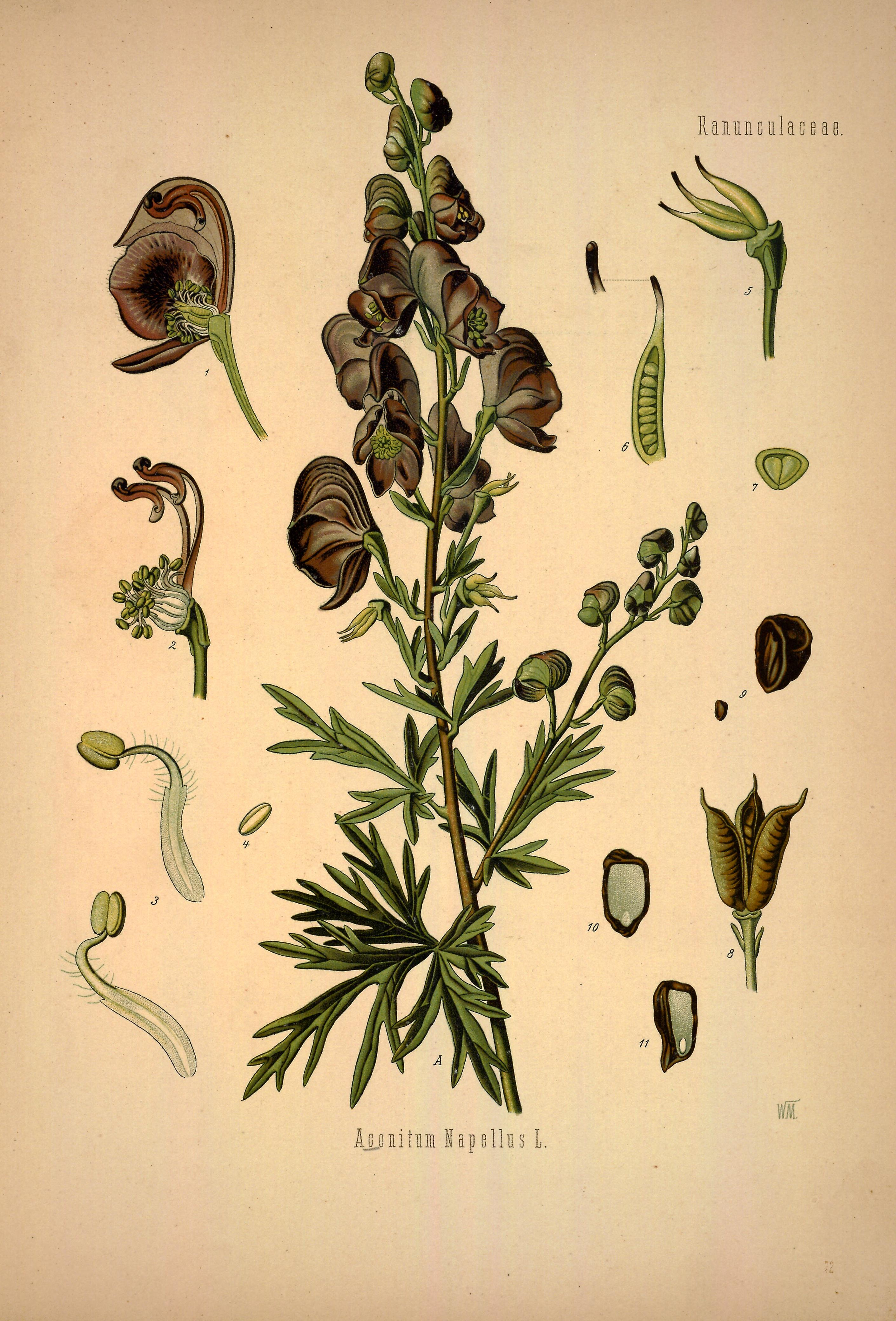
Illustration aus Köhler’s Medizinalpflanzen

## Geschichte

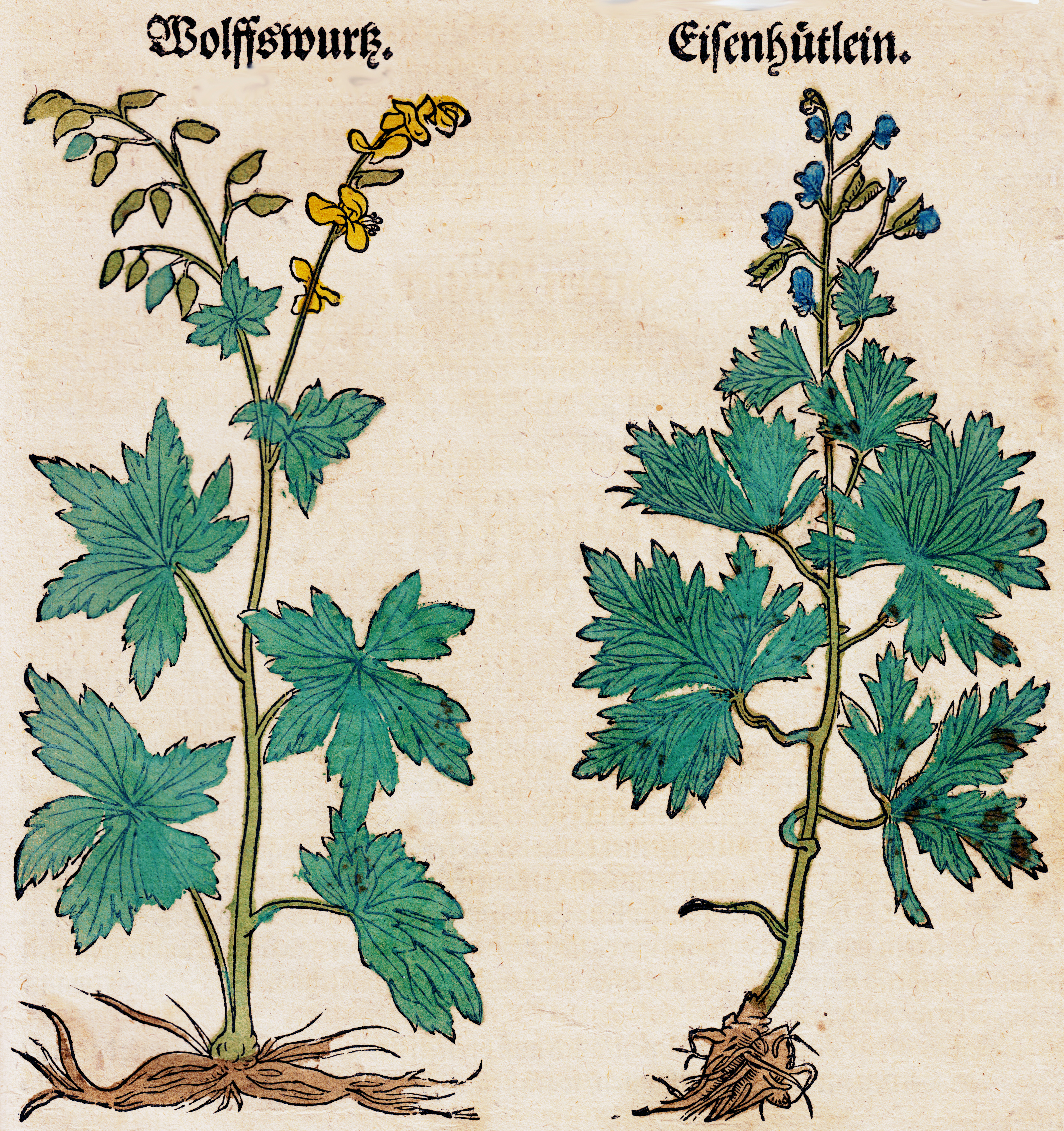
Links: Wolfswurz (Aconitum lycoctonum). Rechts: Eisenhütlein (Aconitum napellus). Hieronymus Bock 1546. Weitere historische Abbildungen:

Nach Theophrast soll der Name aconitum von einem „Dorf Akona im Gebiet der Mariandynen“ herrühren. Nach der griechischen Mythologie entstand die Pflanze aus dem Geifer des Hundes Kerberos, als Herakles diesen aus der Unterwelt hervorschleifte. (Ausführliche Informationen über die Namensgebung bei Sprengel sowie in Köhler’s Medizinal-Pflanzen.)
Die in den Kräuterbüchern der Antike, der Spätantike und des Mittelalters aufgeführten Pflanzennamen lassen sich nur sehr unsicher den uns bekannten Pflanzenarten zuordnen.
Im 1. Jh. schrieben Dioskurides und Plinius über Pflanzen, die sie akoniton oder anderes akoniton nannten. Gleichlautend empfahlen sie, diese Pflanzen als Giftköder, als Gegengift nach Skorpionstichen oder als Beimischung zu schmerzstillenden Augenmitteln zu verwenden. Im 2. Jh. nannte auch Galen zwei Arten von akoniton. Eine davon sollte zur Wundreinigung dienen.
Von den mittelalterlichen Autoren haben lediglich Avicenna und (Avicenna zitierend) Konrad von Megenberg über eine Pflanze berichtet, die von späteren Autoren als Eisenhut gedeutet wurde. Avicenna berichtete im Kanon der Medizin über die Wirkungen einer Pflanze, die in den lateinischen Übersetzungen des Kanon napellus genannt wurde. Nach der antiken Qualitätenlehre stufte er sie als „heiß und trocken im höchsten Grad“ ein. Äußerlich aufgestrichen oder als Zubereitung im Trank eingenommen sollte sie gegen Hauterkrankungen nützlich sein, die als albaras und lepra bezeichnet wurden. Mehr als eine halbe Drachme nach Avicennas persönlicher Einschätzung auch weniger, wurde als tödliche Dosis eingeschätzt. Als Gegengift gab er die Maus an, die sich von der Wurzel des napellus ernährt.
In der frühen Neuzeit wurden Eisenhut-Arten eher beiläufig erwähnt. Die Väter der Botanik versuchten das akoniton und den napellus in der heimischen Flora nachzuweisen. Sie einigten sich auf den gelben Eisenhut und den blauen Eisenhut, bezogen aber auch die Einbeere in die Wahl mit ein. Sie befürworteten die Verwendung des blauen Eisenhuts als Giftköder und (als Salbe zubereitet) zum Vertreiben von Läusen und Nissen.
Der italienische Arzt-Botaniker Pietro Andrea Mattioli verabreichte zum Tode Verurteilten zunächst das Gift des Blauen Eisenhuts und anschließend ein Gegengift (Bezoar). Überlebten die Verurteilten, so wurde ihnen die Freiheit geschenkt.
In der Mitte des 18. Jahrhunderts behandelte der Wiener Arzt Anton von Störck Nervenschmerzen und schlecht heilende Wunden durch innere Gabe von Presssaftextrakten aus den Blättern und Stängeln des Blauen Eisenhuts. 1790 berichtete Samuel Hahnemann, dass auch er Nervenschmerzen und Gicht erfolgreich nach Störcks Methode behandelt habe. Um die Wirkungen dieser Giftpflanze genauer kennenzulernen, führte er Arzneimittelprüfungen an sich selbst, an Familienmitgliedern und an Schülern durch. Die erste Symptomensammlung („Fragmenta“) veröffentlichte er 1805; sie enthält 137 Akonitsymptome, die entsprechende Zusammenstellung in der „Reinen Arzneimittellehre“ (1830) umfasst 541 Prüfungsbeobachtungen. Den Prüfungen Hahnemanns folgten noch eine Reihe weiterer Arzneiversuche mit Blauem Eisenhut (E. Stapf, A. Gerstel, C. Schroff u. a.), sodass gegen Mitte des 19. Jahrhunderts ein solider Symptomenfundus als Grundlage für die homöopathische Arzneiverordnung zur Verfügung stand. Bis zum Ende des 19. Jahrhunderts wurden in Deutschland Zubereitungen aus den Wurzeln des Blauen Eisenhuts als Mittel gegen Nervenschmerzen verordnet. Im Jahr 1833 stellten Philipp Lorenz Geiger und Ludwig Hesse das Alkaloid Aconitin dar.